# Hrabyně
Hrabyně är en ort i Tjeckien. Den ligger i den östra delen av landet, 260 km öster om huvudstaden Prag. Hrabyně ligger 388 meter över havet och antalet invånare är 1 184.
Terrängen runt Hrabyně är huvudsakligen platt, men västerut är den kuperad. Hrabyně ligger uppe på en höjd.Runt Hrabyně är det mycket tätbefolkat, med 1 177 invånare per kvadratkilometer. Närmaste större samhälle är Ostrava, 17,1 km öster om Hrabyně. Trakten runt Hrabyně består till största delen av jordbruksmark.